# القلب الكبير
القلب الكبير بلدية بدائرة القلب الكبير ولاية المدية الجزائرية.